# Högstorp, Växjö
Högstorp är en stadsdel i Växjö belägen i stadens östra del. Utefter Högstorpsvägen ligger den äldsta bebyggelsen, enstaka hus byggda från mitten av 1800-talet och framåt. I början av 1960-talet började området byggas ut till en stadsdel. Stadsdelen har sedan byggs ut i flera omgångar. Högstorp består till 90 procent av enfamiljshus. Några få flerfamiljshus finns vid Högstorpskolan.
Högstorp är den stadsdel i Växjö där flest röstar borgerligt. I valet hösten 2010 fick Alliansen 68,2 procent av rösterna från de boende i Högstorp. Absolut största parti i stadsdelen är Moderaterna som fick hela 45,53 procent av rösterna i Högstorp. Näst största parti är Socialdemokraterna som fick 18,2 procent av rösterna. I valet 2018 skedde en stor förändring röstmässigt. Moderaterna sjönk och fick 29,7 % av rösterna i Högstorp och Socialdemokraterna fick 25,1 %. Tredje största parti i Högstorp blev Sverigedemokraterna med 11,5 % av rösterna.
Högstorps kyrka ligger på Högstorp och är stadsdelskyrka för Högstorp och Öster. Stadsdelen har en butik, Hemköp som ligger i utkanten av stadsdelen nära Fagrabäcksrondellen, en av Växjös större rondeller där vägarna från Blekinge och Kalmar möter Växjö. Därav går butiken i folkmun under namnet "Rondellen"